# Milín
Milín är en ort i Tjeckien.   Den ligger i regionen Mellersta Böhmen, i den centrala delen av landet, 60 km sydväst om huvudstaden Prag. Milín ligger 550 meter över havet och antalet invånare är 2 053.
Terrängen runt Milín är lite kuperad. Runt Milín är det ganska glesbefolkat, med 42 invånare per kvadratkilometer. Närmaste större samhälle är Příbram, 6,9 km norr om Milín. Trakten runt Milín består till största delen av jordbruksmark.